# Wuchuan, Zunyi
Wuchuan är ett autonomt härad för gelao- och miaofolken som lyder under Zunyis stad på prefekturnivå i Guizhou-provinsen i sydvästra Kina. Det ligger omkring 260 kilometer nordost om provinshuvudstaden Guiyang. 
1. ↑  http://www.geohive.com/cntry/CN-52_ext.aspx